# Belton (South Kesteven)
Pour les articles homonymes, voir Belton.
Belton est un village du Lincolnshire, en Angleterre.